# Carlos Büchele
Carlos Büchele (Tijucas, 29 de outubro de 1913 – 16 de dezembro de 1974) foi um advogado e político brasileiro.
De origem alemã, era filho de Rodolfo Luís Büchele e de Maria Amália Büchele.
Bacharel em direito pela Universidade Federal de Santa Catarina (1937).
Foi prefeito nomeado de Concórdia de 16 de maio de 1947 a 21 de dezembro de 1947.
Foi deputado à Assembleia Legislativa de Santa Catarina na 3ª legislatura (1955 — 1959), como suplente convocado, na 6ª legislatura (1967 — 1971), na 7ª legislatura (1971 — 1975) e na 8ª legislatura (1975 — 1979) (não assumiu o mandato).